# Mezopotamija (Argentina)
Mezopotamija (španjolski: La Mesopotamia, Región Mesopotámica) vlažno je i zeleno područje u sjeveroistočnoj Argentini, koji obuhvaća pokrajine Misiones, Entre Ríos i Corrientes. Krajolikom i njegove karakteristike dominiraju dvije rijeke, Paraná i Urugvaj.
Dvije duge, usporedne rijeke i zeleno područje između njih nadahnuli su usporedbu ove regije s Mezopotamijom (grčki: Μεσοποταμία 'zemlja između rijeka') u današnjem Iraku pa je ovo područje i dobilo to ime. Pokrajine Formosa, Chaco i Santa Fe dijele mezopotamske značajke kao i susjedne u Brazilu, Paragvaju i Urugvaju. Mezopotamija ima neke od najpopularnijih turističkih atrakcija u Argentini, uglavnom Vodopade Iguazú, Nacionalni park Iguazú i isusovački samostan u provinciji Misiones. Močvare Iberá u Corrientesu prostrano su poplavljeno šumsko područje slično brazilskom Pantanalu.
Regija je dio brazilske središnje visoravni. Cijelo područje ima veliku količinu padalina, a posebice u kolovozu i rujnu, do 2000 mm godišnje. Misiones, u sjevernom dijelu Mezopotamije, uglavnom je pokriven suptropskom šumom s kajmanima, tukanima i majmunima. Brzo razgradnja organskih tvari daje području crvenu zemlju s tankim plodnim slojem koji se lako ispire. Corrientes je močvarno i šumovito područje s niskim brežuljcima, a Entre Ríos prekriven je plodnim pašnjacima koji se protežu do Urugvaja.
Biljni svijet Mezopotamije uključuje yatay palmu (Syagrus yatay, Butia yatay), koja je zaštićena vrsta u Nacionalnom parku El Palmar, i Araucaria angustifolia (Paraná bor). Također se mogu naći stabla paprati, orhideja i drugih biljaka.
Mate (Ilex paraguariensis) uzgaja se širom Mezopotamije,1800 četvornih kilometara Misionesa posvećeni su proizvodnji te biljke. Regija je također važna za uzgoj goveda i ovaca, peradi, lana, duhana, limuna i riže.
Gualeguaychú u pokrajini Entre Ríos popularan je po svojem karnevalu na početku korizme. Corrientes je također poznat po svojem karnevalima. Također je središte glazbe i festivalima općenito.
Regija zvana Litoral (španjolski za 'primorska') sastoji se od Mezopotamije i pokrajina Chaco, Formosa i Santa Fe.